# Michael Rogers
Michael Rogers (Barham, Nova Gal·les del Sud, 20 de desembre de 1979) és un ciclista australià, ja retirat, que fou professional del 2000 al 2016.
Rogers passà a professional l'any 2001 amb l'equip italià Mapei, que amb els canvis de patrocinadors es convertí primer en Quick Step-Davitamon i després en Quick Step-Innergetic. El 2006, Rogers fitxà pel T-Mobile Team, que capitanejà al Tour de França de 2007.
Com molts altres ciclistes professionals australians de la seva generació, fou un producte del programa per ciclistes joves de l'Australian Institute of Sport, que li permeté viure i córrer a Europa quan encara era amateur. Començà com a pistard sota el tutoratge de Charlie Walsh i després es canvià al ciclisme en ruta.
Gran contrarellotgista, guanyà el campionat del món d'aquesta especialitat tres vegades seguides (2003-2005). Tot i quedar originalment segon al campionat del 2003, fou declarat campió del món després que el guanyador original, David Millar, fos desqualificat per dopatge. Com que rebé la medalla d'or del 2003 el mateix dia que es disputaren els campionats de 2004, guanyà dues medalles d'or en un sol dia.
Durant la seva carrera esportiva va prendre part en quatre edicions dels Jocs Olímpics d'Estiu, el 2000, 2004, 2008 i 2012. Destaca la medalla de bronze que guanyà en la contrarellotge als Jocs d'Atenes de 2004.
Tot i la seva potència com a rodador, Rogers millorà molt a les muntanyes amb el pas dels anys. Al Tour de França de 2003 i Tour de França de 2004 fou el millor aliat del seu company d'equip Richard Virenque en el seu intent d'aconseguir el mallot de la muntanya, cosa que l'escalador francès aconseguí.
Va acabar el Tour de França de 2006 en desena posició, entre l'espanyol Haimar Zubeldia i el luxemburguès Fränk Schleck. Al Tour de França de 2007 va haver de retirar-se quan tenia l'oportunitat de vestir-se de groc per una desafortunada caiguda. Una posterior mononucleosi el va mantenir allunyat de les curses durant un temps.
El desembre de 2013 es va anunciar que havia donat positiu en clenbuterol a la Japan Cup i que seria suspès a l'espera de més investigacions. El 23 d'abril de 2014 la Unió Ciclista Internacional (UCI) va anunciar que seria absolt de qualsevol delicte i que podia tornar a la competició, tot acceptant que hi havia una probabilitat significativa que el clenbuterol provingués de carn contaminada consumida mentre Rogers competia a la Xina.
Va tornar a la competició i el 2014 guanyà dues etapes al Giro d'Itàlia i una al Tour de França.
El 25 d'abril de 2016, Michael Rogers es veia forçat a retirar-se a causa d'una aritmia cardíaca, detectada el 2001, però que s' havia agreujat amb el pas dels anys.

## Palmarès en ruta
- 2000
  - Vencedor d'una etapa al Tour Down Under
- 2002
  - 1r al Tour de Beauce
  - 1r al Tour Down Under i vencedor d'una etapa
- 2003
  -  Campió del Món de ciclisme CRI
  - 1r a la Volta a Alemanya i vencedor d'una etapa
  - 1r a la Ruta del Sud i vencedor d'una etapa
  - 1r a la Volta a Bèlgica
- 2004
  -  Campió del Món de ciclisme CRI
- 2005
  -  Campió del Món de ciclisme CRI
- 2006
  - Vencedor d'una etapa del Regio-Tour
- 2009
  -  Campió d'Austràlia en contrarellotge
- 2010
  - 1r a la Volta a Andalusia
  - 1r a la Volta a Califòrnia
- 2012
  - 1r a la Volta a Baviera i vencedor de 2 etapes
- 2013
  - 1r a la Japan Cup
- 2014
  - Vencedor de 2 etapes al Giro d'Itàlia
  - Vencedor d'una etapa al Tour de França

### Resultats al Tour de França
- 2003. 42è de la classificació general
- 2004. 22è de la classificació general
- 2005. 41è de la classificació general
- 2006. 9è de la classificació general
- 2007. Abandona (8a etapa)
- 2009. 103è de la classificació general
- 2010. 37è de la classificació general
- 2012. 23è de la classificació general
- 2013. 16è de la classificació general
- 2014. 26è de la classificació general. Vencedor de la 16a etapa
- 2015. 36è de la classificació general

### Resultats al Giro d'Itàlia
- 2006. Abandona (13a etapa)
- 2009. 7è de la classificació general
- 2014. 18è de la classificació general. Vencedor de 2 etapes
- 2015. 33è de la classificació general

## Palmarès en pista
- 1997
  -  Campió del món júnior en Puntuació
  -  Campió del món júnior en Persecució per equips (amb Brett Lancaster, Graeme Brown i Scott Davis)
- 1998
  - Medalla d'or als Jocs de la Commonwealth en Scratch
  - Medalla d'or als Jocs de la Commonwealth en persecució per equips (amb Bradley McGee, Brett Lancaster, Luke Roberts i Timothy Lions)
  -  Campió d'Austràlia en persecució

### Resultats a laCopa del Món
- 1998
  - 1r a Victòria, en Persecució per equips
  - 1r a Victòria, en Madison